# Anneli Jäätteenmäki
Anneli Tuulikki Jäätteenmäki, född 11 februari 1955 i Lappo, är en finsk jurist och politiker (centerpartist). Hon var riksdagsledamot 1987–2004, justitieminister 1994-95, partiordförande 2002–2003 och Finlands första kvinnliga statsminister 17 april–23 juni 2003, och ledamot av Europaparlamentet  2004–2019. 

## Irakaffären
Under valrörelsen 2002–2003 hade Anneli Jäätteenmäki anklagat dåvarande statsministern Paavo Lipponen för att under ett USA-besök i hemlighet låtit förstå att Finland stöder koalitionen mot Irak. Frågan kom att handla om hur hon kommit över uppgifterna och att hon skulle ha uppmanat en medarbetare till president Tarja Halonen att förse henne med hemliga dokument, vilket kunde tolkas som anstiftan och medhjälp till brott. I ett domstolsutslag den 19 mars 2004 friades hon dock på båda punkterna. Hon tvingades avgå efter två månader som statsminister, eftersom det uppfattades som att hon hade ljugit om hur hon kommit över dokumenten.

## Senare politisk karriär
Anneli Jäätteenmäki blev invald i Europaparlamentet 2004, med nära 150 000 röster. I valen 2009 fick hon drygt 80 000 röster och fick då näst flest röster av de valda ledamöterna från Finland.
Hon nämndes i diskussionen om efterträdare till Matti Vanhanen som partiledare för Centern 2010. Hon meddelade dock i mars 2010 att hon inte var kandidat.

## Utmärkelser
- Kommendörstecknet av Finlands Lejons orden,  6 december 1995[2]

[Redigera Wikidata]